# Cerkiew św. Andrzeja w Akce
Cerkiew św. Andrzeja – świątynia katolicka tradycji greckiej, zlokalizowana na Starym Mieście Akki, na północy Izraela.

## Historia
Na początku XVIII wieku w Akce osiedliła się duża społeczność prawosławnych chrześcijan, którzy byli skłonni podporządkować się papieżowi. Wybudowali oni w 1765 cerkiew. Wzniesiono ją na ruinach wcześniejszego kościoła z okresu wypraw krzyżowych. Niektórzy twierdzą, że w miejscu tym znajdowała się synagoga należąca do żydowskich kupców z Pizy. Hipotezę tę postawiono, ponieważ budynek jest tak jak większość synagog zorientowany względem Jerozolimy. Brak jednak dowodów potwierdzających tę hipotezę.